# 高莉
高莉（1962年—），女，汉族，安徽濉溪人，中华人民共和国政治人物，第十二、十三届全国人民代表大会安徽地区代表。

## 生平
毕业于安徽师范大学中文专业。历任安徽宿县团县委书记，宿州市（县级）市委常委、西关办事处党委书记，宿州市团市委书记，宿州市埇桥区委副书记（正县级），宿州市政府副市长，安徽省妇女联合会副主席。2013年，担任全国人大代表。2018年1月，当选第十三届全国人民代表大会安徽地区代表。2018年6月，任安徽省残疾人联合会党组书记。2018年8月，任安徽省残疾人联合会理事长。2022年3月，被任命为安徽省人大常委会社会建设工作委员会副主任。